# Обещание (фильм, 2007)
«Обеща́ние» (англ. The Promise, таг. Ang Pangako) — филиппинская экранизация романа Эмили Бронте «Грозовой перевал», осуществлённая в 2007 году.
Если говорить точнее, данный фильм основан на другом фильме под названием «Hihintayin Kita Sa Langit», который в свою очередь основан на романе «Грозовой перевал». Главные роли сыграли молодые филиппинские звезды — Ричард Гутьеррес и Ангела Локсин.

## Сюжет
Старик прогуливается по солнечному пляжу. К нему подбегают его внуки и спрашивают о маяке, находящемся на берегу моря. Дедушка начинает рассказывать внукам историю двух влюблённых, связанную с этим маяком. Маленькая девочка Андреа и её старший брат Джейсон живут в бедной семье. Их родители работают на сахарной плантации богатого семейства по фамилии Де Вера. Однажды Андреа обнаруживает в машине отца грязного мальчика, который там прячется. Она зовёт на помощь отца и брата. Увидев оборванца, отец Андреа и Джейсона решает его усыновить и воспитывать как собственного ребёнка. Найдёныша называют Даниель. Джейсон сразу невзлюбил своего «конкурента» и всячески пытается отравить ему жизнь в семье. Но отец защищает своего нового сына, и тогда Джейсон убегает из дома. Маленькая Андреа полюбила своего сводного брата и проводит с ним всё время. Взрослея, они влюбляются по-настоящему и дают друг другу обещание всегда быть вместе. Много времени они проводят на старом маяке.
Однажды их отец и мать погибают в автокатастрофе. После этого случая домой возвращается «блудный сын» Джейсон, угрожая Даниелю пистолетом, он выгоняет его из хижины и запрещает влюблённым видеться. Тем временем Андреа знакомится с Антоном, сыном хозяина богатой семьи, на которую работали её родители. Он влюбляется в красивую девушку и приглашает погостить у них дома после того как её случайно укусила хозяйская собака. Андреа начинает общаться с обеспеченным, изысканным обществом — младшая сестра Антона, Моник, души не чает в своей новой подруге. Кажется, что Андреа совсем позабыла своего верного друга и любовь, Даниеля. Даниель ищет встреч с ней и вырывает у неё обещание встретиться на маяке. Там они снова клянутся всегда быть вместе, занимаются любовью, и Даниель дарит ей медальон с их фотографиями.

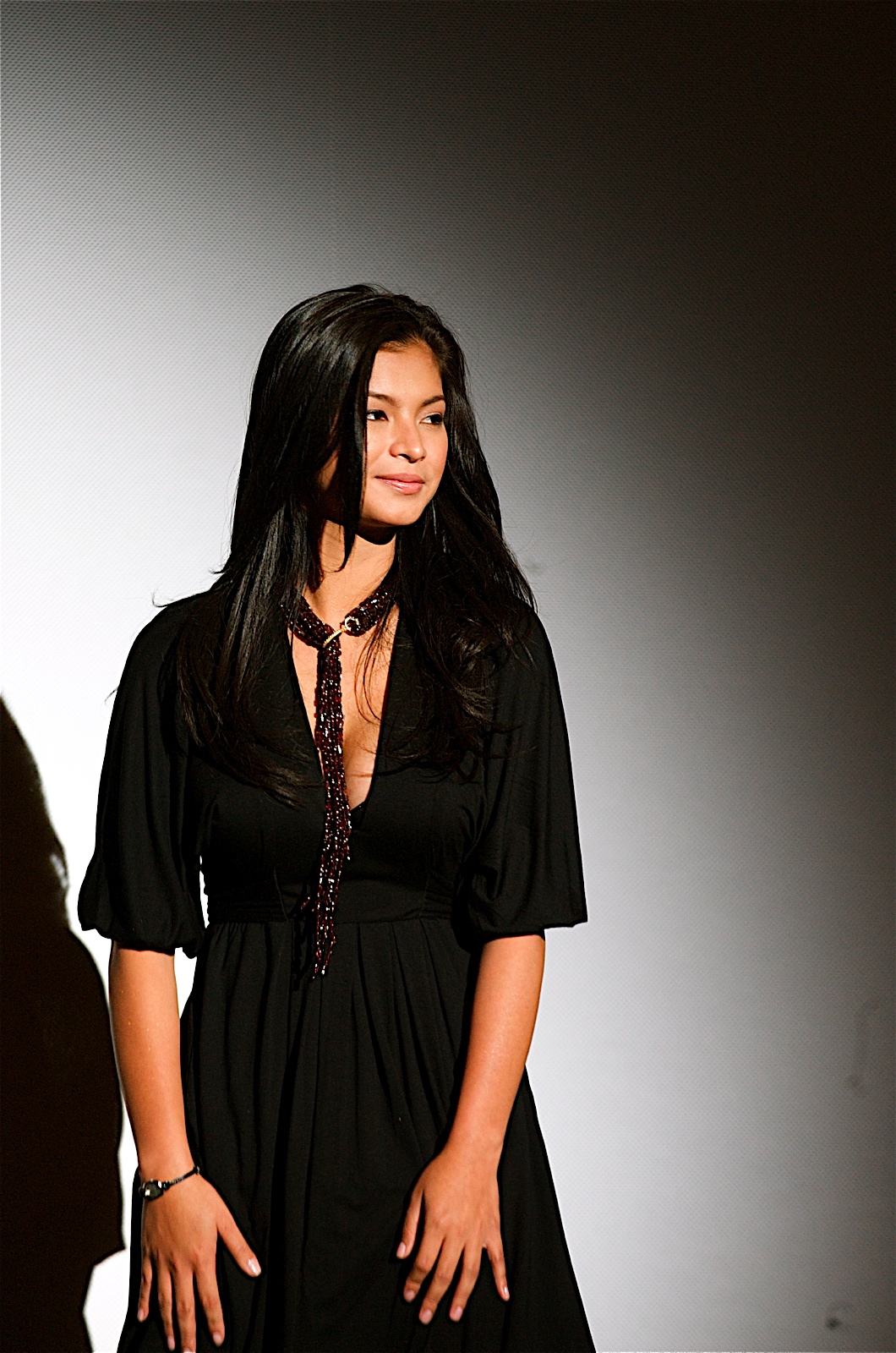
Ангела Локсин, исполнительница роли Андреа

Однако когда Андреа возвращается домой после встречи с Даниелем, она видит своего брата. Тот рассказывает сестре, что он заключил сделку с Антоном, которая состоится только если Андреа выйдет замуж за Антона. Андреа отказывается, так как не любит его, и тогда брат обещает убить сестру, если она «предаст» его. Таким образом, запуганная, Андреа игнорирует Даниеля и выходит замуж за нелюбимого Антона. Проходит три года, и возвращается Даниель — теперь это успешный, красивый и ухоженный молодой человек. Он флиртует с младшей сестрой Антона, Моник, которая влюблена в Даниеля с детства. Он делает предложение Моник на глазах у шокированной Андреа.
Это событие подрывает здоровье хрупкой Андреа. У неё обнаруживают внематочную беременность, осложнённую инфекцией. Так как Антон бесплоден, он понимает, что отец ребёнка — Даниель. Он запирает жену в комнате и избивает, называя шлюхой. Моник со служанкой подслушивает их крики под дверью и зовёт на помощь Даниеля. Тот прибегает и выбивает дверь, видит любимую лежащей на полу и окровавленной в районе живота и бедер. Он берёт её на руки и уносит на пляж. Они клянутся друг другу в вечной любви и Андреа умирает у Даниеля на руках. Даниель прожил долгую жизнь, храня в сердце память о своей любимой.
В конце фильма показывают старика, которым стал Даниель, он стоит на маяке и говорит о том, что скоро они с Андреа будут вместе, на небесах. В руках у него медальон, который он когда-то подарил Андреа… По пляжу в отблесках морской воды, в белых одеяниях бегут две фигуры — это юные Даниель и Андреа — звучат их счастливый смех и нежная мелодия…

## В ролях
| Актёр            | Роль                    |
| ---------------- | ----------------------- |
| Ричард Гутьеррес | Даниель (Хитклифф)      |
| Ангела Локсин    | Андреа (Кэтрин Эрншо)   |
| Ти Джей Тринидад | Антон (Эдгар Линтон)    |
| Риан Рамос       | Моник (Изабелла Линтон) |
| Райан Эйгенманн  | Джейсон (Хиндли Эрншо)  |

## Производство
Фильм снят филиппинскими компаниями Regal Films и GMA Films, дублирован на английском, филиппинском и тагальском языках.

## Награды и номинации
Полный перечень наград и номинаций — на сайте IMDB
| Премия                                  | Категория            | Имя                          | Результат |
| --------------------------------------- | -------------------- | ---------------------------- | --------- |
| Star Awards for Movies 2008 г.          | Лучший оператор года | Марисса Флойрендо            | Номинация |
| Film Academy of the Philippines 2008 г. | Лучшая оператор      | Марисса Флойрендо            | Номинация |
| Film Academy of the Philippines 2008 г. | Лучший звук          | Junel Valencia, Ditoy Aguila | Номинация |